# Atlas (rachetă)

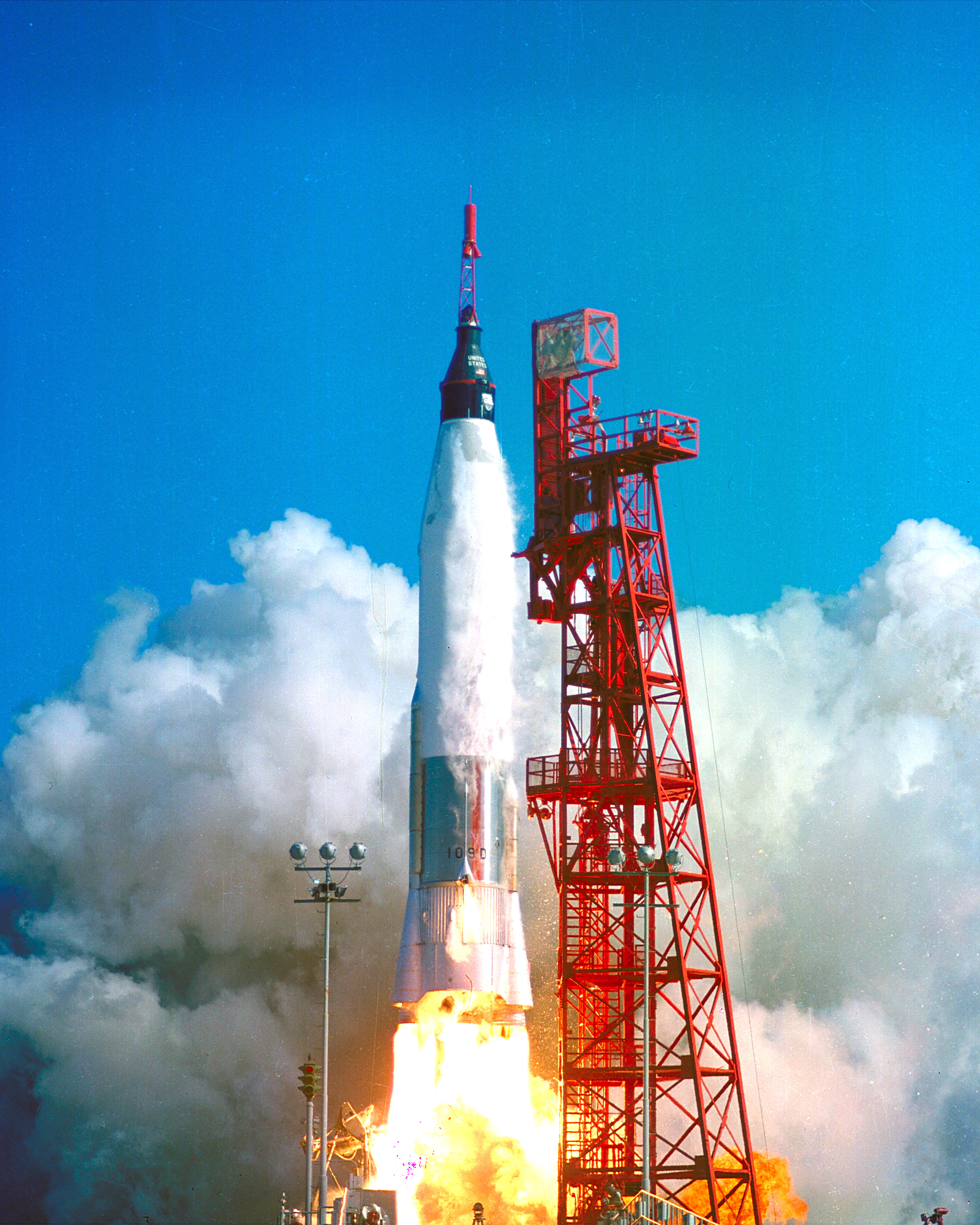
Nava Friendship 7 a Proiectului Mercury, cu astronautul John Glenn la bord, a fost lansată cu o rachetă Atlas.

Atlas este o familie de vehicule de lansare spațială folosită de Statele Unite ale Americii, bazată pe racheta balistică intercontinentală SM-65 Atlas, un model proiectat în anii 1950. Rachetele din această familie funcționau cu combustibil lichid, LOX și RP-1 și aveau trei motoare configurate în modul trepte paralele: două din cele trei motoare erau eliberate în timpul ascensiunii, dar rezervoarele de combustibil și alte elemente structurale se păstrau. Diverse modele de Atlas II au fost lansate de 63 de ori între 1991 și 2004. Modelul Atlas III a fost lansat de doar 6 ori, între 2000 și 2005. Atlas V este încă în faza de construcție, lansările fiind planificate a avea loc ÎN 2011.